# Lac aux Rognons (Lac-Croche)
Pour les articles homonymes, voir Rognon.
Le lac aux Rognons est traversé vers le nord-ouest par la rivière Métabetchouane, dans le territoire non organisé de Lac-Croche, dans la municipalité régionale de comté (MRC) de La Jacques-Cartier, dans la région administrative de la Capitale-Nationale, dans la province de Québec, au Canada.
Le lac aux Rognons est situé dans la partie centre ouest de la réserve faunique des Laurentides.
Cette petite vallée est desservie par quelques routes secondaires pour les besoins de la foresterie, principale activité économique du secteur, puis des activités récréotouristiques.
La surface du lac aux Rognons est habituellement gelée du début de décembre à la fin mars, toutefois la circulation sécuritaire sur la glace se fait en général de la mi-décembre à la mi-mars.

## Géographie
Les principaux bassins versants voisins du lac aux Rognons sont du côté nord la rivière de la Place et le lac F.-X.-Lemieux. Du côté est et sud, on retrouve la rivière Métabetchouane. On rencontre du côté ouest la rivière Métabetchouane et rivière à Moïse.
Le lac aux Rognons comporte une longueur de 5,0 km, une largeur de 0,9 km et une altitude de 589 m. Ce lac épouse la forme d'un grand U à cause d'une presqu'île rattachée à la rive Ouest, qui s'étire dans le lac vers le sud-est. La rivière Métabetchouane traverse ce lac vers le nord sur 3,7 km.
Ce lac est surtout alimenté par la décharge (venant du sud) de la rivière Métabetchouane.
À partir de l’embouchure du lac aux Rognons, le courant coule 146,9 km vers le nord en suivant le courant de la rivière Métabetchouane, jusqu’à la rive sud du lac Saint-Jean. Ensuite elle coule 22,8 km vers le nord-est en traversant le lac Saint-Jean. Elle suit ensuite sur 172,3 km vers l'est en empruntant le cours de la rivière Saguenay via la Petite Décharge sur 172,3 km jusqu’à Tadoussac où il conflue avec l’estuaire du Saint-Laurent.

## Toponymie
Le lac aux Rognons fait partie du cours supérieur de la rivière Métabetchouane, à la limite nord de la MRC de La Jacques-Cartier. La forme du lac en U s'associe grossièrement la forme d'un rognon d'une bête dépecée.
Ce lac est signalé dans un rapport de l'arpenteur E. Casgrain en 1887.
Dans la préhistoire de cette région, ce lac s'avérait un jalon incontournable des voies d'eau qu'empruntaient les Amérindiens entre la vallée du Saint-Laurent et le lac Saint-Jean. Le légendaire sentier des Jésuites du XVIIe siècle s'avérait le chemin d'hiver des Innus; les missionnaires passaient par le lac aux Rognons pour se rendre au lac Saint-Jean et à la baie d'Hudson. Les Hurons Wendats qui se sont implantés dans la région de Québec au milieu du XVIIe siècle, ont dû s'introduire dans les territoires naturels de chasse et de pêche d'autres nations autochtones. Les Algonquins ont accepté de se retrancher à l'ouest de la rivière Batiscan. Par ailleurs, les Innus se désintéressaient de la région au nord de Québec, où le gibier diminuait à cause de la présence des colons français. Situé aux confins des territoires innu et wendat, le lac aux Rognons était fréquenté par les deux groupes. Au XIXe siècle, la famille wendate Gros-Louis, à qui le clan avait attribué ce territoire, tenait encore un campement sur les bords du lac aux Rognons; toutefois, cette famille a dû graduellement l'abandonner après la création, en 1895, du parc des Laurentides, devenu ultérieurement la réserve faunique des Laurentides.
La toponymie québécoise comporte plusieurs entités géographiques désignées par l'élément spécifique Rognon, notamment un lac et une rivière d'importance qui alimentent la rivière Batiscan.
Le toponyme "lac aux Rognons" a été officialisé le 5 décembre 1968 par la Commission de toponymie du Québec.